# Guillermo Ruiz Reyes
Guillermo Ruiz Reyes (1894-1965) fue un escultor mexicano, fundador y director de la Escuela Libre de Escultura y Talla Directa a lo largo de 15 años (1927-1942). Autor de numerosas obras que se encuentran en Michoacán y en otros estados del país, realizadas en la década de los 30 del siglo pasado. Trabajó la talla directa en piedra a principios del siglo XX, considerado el padre de tal técnica en México.  Fue discípulo de José María Hernández Urbina y José Tovar.
Contemporáneo a  Asúnsolo, Diego Rivera, Fermín Revueltas, Francisco Centeno, Andrés Romo, Oliverio Martínez, Luis Ortiz Monasterio, Saturnino Herrán y Carlos Bracho. A partir de 1922 participó en distintas exhibiciones, entre ellas destaca la primera muestra organizada por el Café de Nadie, del movimiento Estridentista; posteriormente viajó a Europa, donde conoció a los escultores españoles José de Creeft y Mateo Hernández.
Guillermo Ruiz participó en forma definitiva en el arranque renovador de la escultura mexicana.  Desde su juventud llamó la atención lo atrevido de las soluciones formales por lo que hacia 1922 el poeta Manuel Maples Arce, representante de los Estridentistas, lo menciona entre los artistas de la vanguardia en México, A partir de  los años treinta, Ruiz se dedicó casi exclusivamente a realizar obra pública  monumental, representando a personajes históricos. Guillermo Ruiz y Roberto Cueva del Río fueron los artistas de antes y después del mandato presidencial de Lázaro Cárdenas, de ahí que buena parte de dicha obra se encuentre en el estado de Michoacán.  destacándose el monumento a José María Morelos de 40 metros de alto en Janitzio, Michoacán.
Personaje altruista y orientado a la educación de las generaciones, dona finca colonial en Pinos, Zacatecas, lugar de origen por generaciones de su familia materna para instituir la Biblioteca Pública "Tomasa Reyes Vda. de Ruiz".